# 1743
1743 је била проста година.

## Догађаји

### Јун
- 27. јун — У Рату за аустријско наслеђе британски краљ Џорџ II поразио Французе код Детингена, као последњи владар Велике Британије који је предводио трупе у бици.

## Рођења

### Фебруар
- 28. фебруар — Рене Жист Аиј, француски минераолог († 1822)

### Април
- 13. април — Томас Џеферсон, 3. председник САД

### Август
- 26. август — Антоан Лавоазје, француски хемичар и племић († 1794)